# Kazama Yahiro
Kazama Yahiro (sinh ngày 16 tháng 10 năm 1961) là một cầu thủ bóng đá người Nhật Bản.

## Đội tuyển bóng đá quốc gia Nhật Bản
Kazama Yahiro thi đấu cho đội tuyển bóng đá quốc gia Nhật Bản từ năm 1980 đến 1983.

## Thống kê sự nghiệp
| Đội tuyển bóng đá Nhật Bản | Đội tuyển bóng đá Nhật Bản | Đội tuyển bóng đá Nhật Bản |
| Năm                        | Trận                       | Bàn                        |
| -------------------------- | -------------------------- | -------------------------- |
| 1980                       | 4                          | 0                          |
| 1981                       | 8                          | 0                          |
| 1982                       | 4                          | 0                          |
| 1983                       | 3                          | 0                          |
| Tổng cộng                  | 19                         | 0                          |